# Wonder
|  | Per a altres significats, vegeu «Stevie Wonder». |

Wonder és una novel·la juvenil escrita per Raquel J. Palacio, publicada el 14 de febrer de 2012 i traduïda el mateix any per Imma Falcó a l'editorial La Campana. Ha estat adaptada al cinema i doblada al català.

## Antecedents
Palacio es va sentir impel·lida a escriure Wonder després que el seu fill petit (que tenia aleshores tres anys) es va posar a plorar en fixar-se en una nena amb un defecte congènit a la cara que seia al seu costat tot fent cua per comprar un gelat. Palacio va mirar discretament de fer seure el seu fill lluny de la nena a fi de no trasbalsar-la a ella ni a la seva família, si bé això encara va empitjorar més la situació. La cançó "Wonder", de Natalie Merchant, li va fer pensar que, de l'incident, podria extreure-se'n una lliçó valuosa. La lletra de la cançó de Merchant va ser la inspiració per començar a escriure.

## Resum
August "Auggie" Pullman és un nen d'onze anys que viu a Manhattan. Té una deformitat facial rara, una "disòstosi mandibulofacial",:129 coneguda com a síndrome de Treacher Collins i llavi leporí. A causa de tantes operacions quirúrgiques, l'Auggie havia estat fent l'escola a casa amb la seva mare, si bé finalment els seus pares el varen matricular a l'escola privada Beecher Prep, per a començar el curs a la tardor.
L'Auggie visita Beecher amb la seva mare i coneix el director de l'escola Tushman, juntament amb tres estudiants: en Jack Will, en Julian Albans, i la Charlotte Cody. Tot i que molt acomplexat i espantat d'estar al voltant de nens de la seva mateixa edat, l'Auggie aconsegueix avesar-s'hi de mica en mica i comença fins i tot a gaudir de l'escola. Es fa amic d'en Jack i també d'una nena que es diu Summer Dawson, que s'asseu al seu costat a l'hora de dinar quan ningú més no ho fa. Tanmateix, en Julian no pot dissimular el seu rebuig per l'aspecte de l'Auggie, l'evita i sovint en fa comentaris negatius. Assetja l'Auggie i el menysprea pel seu aspecte.
Durant el Halloween, en fallar-li la disfressa de Boba Fett (la disfressa era de Jango Fett, pero la mare la va pintar) que havia previst, l'Auggie acaba portant una disfressa de "Xiscle Sagnant". A l'escola no el reconeixen i sent com en Jack diu al Julian que es "mataria" si s'assemblés a l'Auggie. Sentint-se ofès i traït pel Jack, l'Auggie vol deixar l'escola. De tota manera, la seva germana gran, de quinze anys, el convenç de no fer-ho. L'Auggie ho comparteix amb la Summer. En Jack s'adona que l'Auggie ara està més distant i silenciós: pregunta a la Summer per què; encara que ella no revela el secret, diu "Xiscle Sagnant" com a pista. D'entrada, no és conscient que l'Auggie va sentir el que ella havia dit i es pensa que simplement l'evita sense cap motiu, per la qual cosa ell també comença a evitar-lo. Tanmateix, pel desembre, en Jack s'adona que l'Auggie havia sentit el que ell havia dit i alhora s'adona que l'Auggie també havia sentit que el Jack volia fer-se'n amic, cosa que impacta el Jack. A classe de Ciències, l'Auggie i en Jack formen grup per a fer un projecte. Quan en Julian demana al mestre si podria fer ell el treball amb en Jack, en Jack ho rebutja. Però quan en Julian li diu "monstre" a l'Auggie, en Jack etziba un cop de puny a la cara al Julian. L'expulsen dos dies com a càstig. Sabent que en Julian els posaria a tots dos en un problema per malparlar de l'Auggie, en Jack no explica al Sr. Tushman què havia passat. La mare del Julian diu que l'Auggie no hi hauria de ser en un centre com Beecher Prep perquè no és cap "escola inclusiva", però el Sr. Tushman i tots els altres no hi estan d'acord. En Jack es disculpa sincerament amb l'Auggie, dient-li que no pensava tot el que n'havia dit, i tornen a ser amics.

## Llibres
El primer llibre publicat de la sèrie, es va estrenar l'any 2012 amb el títol de “Wonder, la leccion de August”. L'autora va decidir continuar publicant llibres de la mateixa sèrie però endinsant-se més en la vida de la gent que envolta a l'Auggie. Així que va treure el següent llibre titulat “Wonder, la historia de Julian” el quan parla sobre la vida del personatge Julian què és un noi de la classe que tracta malament a l'Auggie. Aquest cop, la història no és narrada des del punt de vista de l'August sinó des del punt de vista d'en Julian. Ell no és una mala persona com descriu en el primer llibre. És la narració que faltava en el llibre “Wonder, la leccion de August” ja que en aquest, el descriuen diferents persones com, el Jack Will, la Summer o la seva germana Via. Així que va decidir continuar-ho amb els ulls d'en Julian.
Després va treure el llibre “Wonder, el juego de Christopher”. És explicat des del punt de vista del Christopher. Va ser el seu millor amic des que eren ben petits fins que es va canviar de casa. Va assistir a totes les seves operacions i li va donar suport i ànims. Han compartit molts bons moments com quan veien junts la “La Guerra de les Galàxies” o quan s'imaginaven que viatjaven a Plutó. Però des de llavors han passat moltes coses i han après que una veritable amistat necessita molts esforços.
I per acabar el de “Wonder, Charlotte tiene la palabra”. És una història diferent ja que és explicada a través dels ulls d'una noia. La Charlotte, la noia la qual el director va escollir per acompanyar i ajudar a l'Auggie els primers dies de curs. És una noia intel·ligent i amable que lluita per la seva posició i ser acceptada en un dels grups més populars de l'escola.